# 공작부인 (1964년 영화)
"공작부인"은 한국에서 제작된 이병일 감독의 1964년 영화이다. 김승호 등이 주연으로 출연하였고 우기동 등이 제작에 참여하였다.

## 출연

### 주연
- 김승호
- 이민자
- 최지희

## 기타
- 조명: 이억만
- 미술: 홍성칠